# Chorebus scythicus
Chorebus scythicus är en stekelart som beskrevs av Perepechayenko 2004. Chorebus scythicus ingår i släktet Chorebus och familjen bracksteklar. Inga underarter finns listade i Catalogue of Life.